# Jamie Stevenson
Jamie Stevenson (* 25. března 1975) je britský reprezentant v orientačním běhu, jenž v současnosti žije v dánském městě Hilleroedu. Jeho největším úspěchem je zlatá medaile ze štafet na Mistrovství světa v roce 2008 v Olomouci a zlatá medaile ze sprintu na MS ve švýcarské Joně 2003. V současnosti běhá za dánský klub Pan Kristianstad a britský klub South Yorkshire Orienteers.

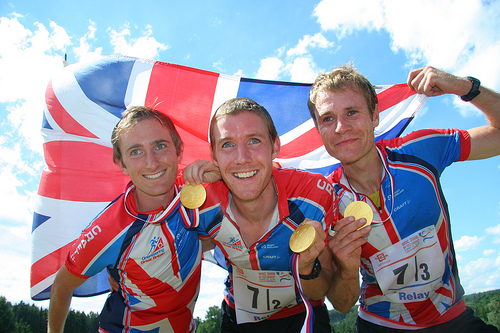
Vítězové štafetového závodu na MS v orientačním běhu v Olomouci roku 2008. (zleva Graham Gristwood, Jon Duncan a Jamie Stevenson